# منطقه گومل
منطقه گومل (به لاتین: Gomel Region) یکی از منطقه‌های بلاروس است.

## خصوصیات
منطقه گومل ۴۰٬۳۶۱٫۶۶ کیلومترمربع مساحت و ۱٬۴۲۶٬۶۷۴ نفر جمعیت دارد.